# LucyPug
Lucia Hrušková, na internetu vystupující jako LucyPug, (* 7. listopadu 1995, Bratislava) je slovenská youtuberka, vloggerka a bloggerka. Hrušková se stala veřejně známou především díky partnerskému vztahu se slovenským youtuberem Danielem Sebastiánem Štrauchem, jenž je na internetu známý pod přezdívkou GoGoManTV, se kterým se 21. 9. 2021 rozešla. Její kanál LucyPug je jeden z nejsledovanějších kanálů na československé ženské YouTube scéně.

## Osobní život

### Dětství a studium
Narodila se ve slovenském hlavním městě Bratislavě. Vyrůstala v Bratislavě se svými dvěma staršími sourozenci, sestrou Natálií a bratrem Tomášem. Její rodina v té době vlastnila dva psy malé rasy. Podle svých slov Hrušková v tomto období svého života vypadala spíše jako chlapec. Už v dětském věku toužila mít dlouhé vlasy. Na základní škole byla Hrušková podle svých slov premiantkou. Mezi její zájmy na ZŠ patřilo kreslení, začala tedy docházet na lekce kreslení na uměleckou školu. Hrušková šla na uměleckou střední školu, kde úspěšně absolvovala talentové zkoušky a zahájila zde studium. V roce 2018 studuje na vysoké škole obor Marketing.

### Partnerský vztah s GoGem
Od roku 2014 žila v partnerském vztahu s youtuberem Danielem Sebastiánem Štrauchem. V roce 2017 však oba dva oznámili skrze videa na internetové platformě YouTube svůj rozchod. I po rozchodu ovšem zůstali blízkými přáteli. Po několika měsících odloučení se však začali znovu stýkat a dali se opět dohromady. Po několikaletém soužití v září roku 2021 opět oznámili konec jejich vztahu. Se srdceryvnými texty se k rozchodu oba partneři vyjádřili na sociální síť Instagram, kde zdůraznili, že dále zůstanou blízkými přáteli a už teď se těší, až si za pár let budou povídat životní příběhy, které jsou nyní, po rozchodu, před nimi. 

## YouTube kariéra
Na střední umělecké škole se seznámila se svým tehdejším spolužákem Danielem Štrauchem, který byl již v té době veřejně známý jako úspěšný tvůrce obsahu na internetové mediální platformě YouTube. Zprvu se Štrauchem moc dobře nevycházela, avšak později spolu utvořili pár. Až po půl roce společného soužití natočili první společné video na YouTube kanál GoGoManTV. Objevila se také v řadě dalších videí na Štrauchově YouTube kanále. Poté začala publikovat vlastní tvorbu na kanál LucyPug, který byl založen dne 26. července 2011. Na tomto kanále tvoří především vlogy, videa o módě, DIY videa a další audiovizuální produkci. Jako důvod založení vlastního YouTube kanálu uvedla v rozhovoru pro Refresher situaci ženské YouTube scény na Slovensku, kde v době začátku kariéry Hruškové takřka nikdo aktivně netvořil obsah, který by byl zaměřený na dívky, potažmo ženy, na Slovensku.

### Počátky tvorby
Zprvu nevěřila, že by se díky své YouTube tvorbě mohla proslavit a zaujmout širší publikum. Na začátku tvorby se snažila být přirozená a čekala, jak ji obecenstvo přijme. Již v prvopočátku své vlastní tvorby byla nařčena svými kritiky z toho, že se snaží pouze zviditelnit svoji osobu na YouTube a ostatních platformách skrz partnerský vztah se Štrauchem. Hrušková tato nařčení striktně odmítá. První veřejné video na kanále LucyPug s názvem PEČIEME COOKIES | Lucy with Gogo vyšlo dne 19. července 2015, jedná se o recept na specifický druh sušenek cookies. V tomto videu vystupuje vedle Hruškové i Štrauch, který ji přemluvil, aby započala samostatnou tvorbu na YouTube. Po vydání prvního videa měla podle svých slov obavy, jestli video sklidí úspěch a jestli ji publikum přijme jako nového tvůrce na slovenské scéně.

### Kritika

#### Kauza Psí množírny
Na konci března 2016 vyšlo na YouTube kanále GoGoManTV video s názvem NEBER KORBÁČ, RADŠEJ MOPSA!, ve kterém Štrauch daroval Lucy štěně mopsa. Hrušková tuto fenu pojmenovala Lili. V témže roce vydala youtuberka Sára Holanová video s názvem Trend YOUTUBERŮ - množírny !!!, v němž poukazovala na to, že fena Lili pochází a byla vychovávána v psí množírně, předtím než byla koupena Štrauchem a taky poukazovalo i na mnoho jiných YouTuberú se psem.  Štrauchovou reakcí na vzniklou kauzu okolo Lili bylo vydání videa s názvem REAGUJEM NA CANCER!, ve kterém ostře popřel jakoukoli spojitost dané feny s psí množírnou. K listopadu 2018 byla fena Lili ikonickou součástí YouTube tvorby Lucy. Liliin instagramový profil dosahoval v červnu 2018 přes 177 000 sledujících.

### Popularita

#### Vývoj počtu zhlédnutí a odběratelů na YouTube kanále

##### Zhlédnutí (2016)
| Měsíc                                               | březen    | duben     | květen    | červen  | červenec | srpen     | září      | říjen     | listopad  | prosinec  |
| --------------------------------------------------- | --------- | --------- | --------- | ------- | -------- | --------- | --------- | --------- | --------- | --------- |
| Počet zhlédnutí videí                               | 1 200 000 | 1 260 000 | 1 200 000 | 908 860 | 997 980  | 1 360 000 | 1 430 000 | 1 580 000 | 1 880 000 | 2 270 000 |
| Procentuální nárůst/pokles oproti předešlému měsíci |           | +5,00%    | -5,00%    | -24,26% | +9,81%   | +36,28%   | +5,15%    | +10,49%   | +18,99%   | +20,74%   |

##### Zhlédnutí (2017)
| Měsíc                                               | leden     | únor      | březen    | duben     | květen    | červen    | červenec  | srpen     | září      | říjen     | listopad  | prosinec  |
| --------------------------------------------------- | --------- | --------- | --------- | --------- | --------- | --------- | --------- | --------- | --------- | --------- | --------- | --------- |
| Počet zhlédnutí videí                               | 1 780 000 | 1 200 000 | 1 320 000 | 2 340 000 | 1 360 000 | 1 540 000 | 1 620 000 | 3 640 000 | 2 010 000 | 2 670 000 | 3 010 000 | 2 490 000 |
| Procentuální nárůst/pokles oproti předešlému měsíci | -21,59%   | -32,58%   | +10,00%   | +77,27%   | -41,88%   | +13,24%   | +5,19%    | +124,69%  | -44,78%   | +32,84%   | +12,73%   | -17,28%   |

##### Zhlédnutí (2018)
| Měsíc                                               | leden     | únor      | březen    | duben     | květen    | červen    | červenec  | srpen     | září      | říjen     | listopad  | prosinec  |
| --------------------------------------------------- | --------- | --------- | --------- | --------- | --------- | --------- | --------- | --------- | --------- | --------- | --------- | --------- |
| Počet zhlédnutí videí                               | 1 850 000 | 2 670 000 | 2 430 000 | 3 060 000 | 2 490 000 | 2 640 000 | 3 400 000 | 3 790 000 | 2 210 000 | 2 360 000 | 2 620 000 | 2 970 000 |
| Procentuální nárůst/pokles oproti předešlému měsíci | -25,70%   | +44,32%   | -8,99%    | +25,93%   | -18,63%   | +6,02%    | +28,79%   | +11,47%   | -41,68%   | +6,79%    | +11,02%   | +13,36%   |

##### Zhlédnutí (2019)
| Měsíc                                               | leden     | únor      | březen    | duben      | květen    |
| --------------------------------------------------- | --------- | --------- | --------- | ---------- | --------- |
| Počet zhlédnutí videí                               | 1 840 000 | 2 240 000 | 1 800 000 | -1 395 000 | 1 580 000 |
| Procentuální nárůst/pokles oproti předešlému měsíci | -38,05%   | +21,74%   | -19,64%   | -895%      | +982,91%  |